# كارلوس توماس (لاعب كرة قدم أمريكية)
كارلوس توماس (بالإنجليزية: Carlos Thomas)‏ هو لاعب كرة قدم أمريكية ولاعب كرة قدم كندية أمريكي، ولد في 1 مايو 1987 في كوليج بارك في الولايات المتحدة.